# Khagaul
Khagaul là một thành phố và khu đô thị của quận Patna thuộc bang Bihar, Ấn Độ.

## Địa lý
Khagaul có vị trí 25°35′B 85°03′Đ / 25,58°B 85,05°Đ Nó có độ cao trung bình là 55 mét (180 feet).

## Nhân khẩu
Theo điều tra dân số năm 2001 của Ấn Độ, Khagaul có dân số 48.330 người. Phái nam chiếm 53% tổng số dân và phái nữ chiếm 47%. Khagaul có tỷ lệ 71% biết đọc biết viết, cao hơn tỷ lệ trung bình toàn quốc là 59,5%: tỷ lệ cho phái nam là 77%, và tỷ lệ cho phái nữ là 65%. Tại Khagaul, 13% dân số nhỏ hơn 6 tuổi.